# فنول‌ها

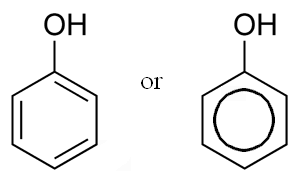
فنول، ساده‌ترین ترکیب این دسته است.

کوئرستین نمونه‌ای از یک پلی‌فنول است

فنول‌ها یا فنولیک‌ها(به انگلیسی: phenolics) در دسته‌بندی ترکیبات آلی به دسته‌ای از ترکیبات گفته می‌شود که در آن یک گروه عاملی هیدروکسیل (—OH) به‌طور مستقیم به یک هیدروکربن آروماتیک متصل باشد. نکته قابل توجه در مورد این ترکیبات این است که با وجود گروه عاملی هیدروکسیل، این ترکیبات جزو دستهٔ الکل‌ها طبقه‌بندی نمی‌شوند. از جمله ویژگی‌های منحصر به فرد آن نیز اسیدیته بالای این ترکیبات است. فنول‌ها به علت دارا بودن گروه هیدروکسی تا حدودی مشابه با الکل‌ها هستند. فنول‌ها معمولاً دارای نقطه ذوب پایینی هستند، اما به علت امکان تشکیل پیوندهای هیدروژنی نقطه جوش بالایی دارند. فنول به دلیل تشکیل پیوند هیدروژنی در آب محلول است ولی بیشتر مشتق‌های آن در آب کم محلول یا نامحلول هستند. بسیاری از مشتق‌های فنولی کاربرد دارویی و صنعتی دارد. فنول نسبت به حلقه بنزن بسیار فعال‌تر بوده و به راحتی در واکنش‌های جانشینی الکترون‌دوستی حلقه شرکت می‌کند. همان‌طور که در واکنش بالا نیز مشخص گردیده است، انجام واکنش برم‌دار کردن فنول نیازی به کاتالیزور اسید لوئیس ندارد و واکنش، تا برم‌دار شدن کامل حلقه پیش می‌رود. انجام واکنش نیتراسیون نیز در شرایط ملایم‌تری نسبت به بنزن رخ می‌دهد. یکی از واکنش‌های معروف در مورد فنول، واکنش کولب می‌باشد که طی آن 2- هیدروکسی بنزوئیک اسید یا سالیسیلیک اسید که ماده اولیه تولید آسپیرین می‌باشد، تولید می‌گردد. در اثر واکنش باز با فنول و به علت خاصیت اسیدی هیدروژن فنولی، یون فنوکسید ایجاد می‌گردد. آنیون فنوکسید حاصل می‌تواند با حلقه بنزن رزونانس کند.  یون فنوکسید حاصل در ادامه به CO2 حمله می‌کند و در نهایت با اسیدی کردن محیط محصول نهایی که همان 2- هیدروکسی بنزوئیک اسید می‌باشد، حاصل می‌گردد. به‌طور کلی مکانسیم واکنش به صورت زیر می‌باشد. فنول تا حدودی خاصیت اسیدی دارد و در حضور آب پروتون از دست می‌دهد و به یون فنوکسید تبدیل می‌گردد. به‌طور کلی قرار گرفتن گروه‌های الکترون‌کشنده بر روی حلقه، خاصیت اسیدی فنول را افزایش و قرار گرفتن گروه‌های الکترون‌دهنده خاصیت اسیدی را کاهش می‌دهد. همچنین یون فنوکسید می‌تواند طی یک واکنش SN2 و با در حضور ترکیبی با ترک‌کننده مناسب، آریل اتر تولید کند.

### داده‌ها
- phenol-explorer.eu a database dedicated to phenolics found in food by Augustin Scalbert, INRA Clermont-Ferrand, Unité de Nutrition Humaine (Human food unit)
- ChEMBLdb, a database of bioactive drug-like small molecules by the European Bioinformatics Institute